# NGC 4428/1
NGC 4428/1 је спирална галаксија у сазвежђу Девица која се налази на NGC листи објеката дубоког неба.
Деклинација објекта је - 8° 10' 5" а ректасцензија 12h 27m 28,1s. Привидна величина (магнитуда) објекта NGC 4428 износи 12,8 а фотографска магнитуда 13,5. NGC 44281 је још познат и под ознакама MCG -1-32-12, IRAS 12248-0753, PGC 40860.